# Большетаябинское сельское поселение
Большетаябинское сельское поселение — упразднённое  муниципальное образование в составе Яльчикского района Чувашской Республики.
Административным  центром являлось  село Большая Таяба.

## Географические данные
Северная граница Большетаябинского сельского поселения начинается от реки Турма и идет по границе с Кайбицким районом Республики Татарстан.
Восточная граница Большетаябинского сельского поселения проходит по границе сельскохозяйственного производственного кооператива им. К. Маркса по смежеству с землями закрытого акционерного общества «Звезда» до границы земель сельскохозяйственного производственного кооператива «Труд».
Южная граница Большетаябинского сельского поселения проходит по границе сельскохозяйственного производственного кооператива им. К.Маркса по смежеству с землями закрытого акционерного общества «Звезда» до границы земель сельскохозяйственного производственного кооператива «Труд».
Западная граница Большетаябинского сельского поселения проходит по существующей границе сельскохозяйственного производственного кооператива им. К. Маркса по смежеству с землями сельскохозяйственного производственного кооператива «Труд», сельскохозяйственного производственного кооператива «Мир» и Кайбицкого района Республики Татарстан до границы сельскохозяйственного производственного кооператива «Авангард», далее по границе сельскохозяйственного производственного кооператива «Авангард» по смежеству с землями Республики Татарстан до р. Турма.

## История
Образовано 1 января 2006 года.

## Население
| 2010 | 2012  | 2013  | 2014  | 2015  | 2016 | 2017 |
| ---- | ----- | ----- | ----- | ----- | ---- | ---- |
| 1210 | ↘1179 | ↘1124 | ↘1059 | ↘1018 | ↘993 | ↘958 |
| 2018 | 2019  | 2020  | 2021  |       |      |      |
| ↘924 | ↘886  | ↘841  | ↘825  |       |      |      |

## Состав сельского поселения
| № | Населённый пункт | Тип населённого пункта       | Население |
| - | ---------------- | ---------------------------- | --------- |
| 1 | Аранчеево        | деревня                      | ↗355      |
| 2 | Белая Воложка    | деревня                      | ↗270      |
| 3 | Большая Таяба    | село, административный центр | ↗849      |

## Экономика
На территории поселения расположены предприятия производственной и непроизводственной сферы:
- сельскохозяйственный производственный кооператив им. К. Маркса;
- сельскохозяйственный производственный кооператив «Авангард»;
- МБОУ Аранчеевская основная общеобразовательная школа;
- Аранчеевский клуб-библиотека;
- Аранчеевский фельдшерский пункт;
- Беловоложская автоматическая телефонная станция;
- Беловоложский клуб-библиотека;
- Беловоложский фельдшерский пункт;
- Большетаябинская автоматическая телефонная станция;
- Большетаябинская сельская модельная библиотека;
- МБОУ Большетаябинская основная общеобразовательная школа;
- Большетаябинский ветеринарный участок;
- Большетаябинский сельский дом культуры;
- Большетаябинское отделение общей врачебной практики;
- Большетаябинское отделение связи;
- Большетаябинское МДОУ (ясли-сад);
- Церковь Покрова Пресвятой Богородицы в с. Б. Таяба;
- магазины.